# Hyde Road (stadion żużlowy)
Hyde Road – nieistniejący stadion żużlowy w Manchesterze, w Wielkiej Brytanii. Gospodarzem meczów był zespół Belle Vue Aces. Pojemność obiektu wynosiła 40 000 miejsc. Nazwa stadionu pochodziła od ulicy, przy której się znajdował.
Pierwsze zawody żużlowe na Hyde Road rozegrano się 23 marca 1929 roku. Na stadionie odbywały się także wyścigi samochodowe. Ostatni mecz na Hyde Road miał miejsce 1 listopada 1987. W tym samym roku obiekt został zburzony.